# Cathédrale du Sacré-Cœur de Lahore
La cathédrale du Sacré-Cœur de Lahore est un édifice religieux catholique de style romano-byzantin, situé à Lawrence Road, à Lahore au Pakistan. Construite au début du XXe siècle et consacrée en 1907, la cathédrale est le siège de l'archidiocèse catholique de Lahore, au Panjab pakistanais, et principal lieu de culte catholique de la ville.

## Historique
Depuis 1888 l’évangélisation de la région du Pendjab (alors sous domination britannique) est confiée aux capucins belges qui y envoient de nombreux missionnaires.  Le troisième évêque de Lahore, Godefroid Pelckmans OFM Cap. met en chantier la construction d’une cathédrale à Lahore, capitale historique du Pendjab, confiant à Édouard Dobbeleers, architecte anversois, le soin d’en dessiner les plans, avec le soutien de bienfaiteurs belges qui contribuent le matériau et, en particulier, une série de vitraux.  La construction de la cathédrale est achevée en 1907 et solennellement consacrée par son successeur Antoine Eestermans, le 19 novembre 1907. 
Tout en étant église paroissiale principale de Lahore la cathédrale est le siège du diocèse, puis depuis 1954, archidiocèse métropolitain de Lahore. Elle est l‘institution catholique la plus importante de la ville.

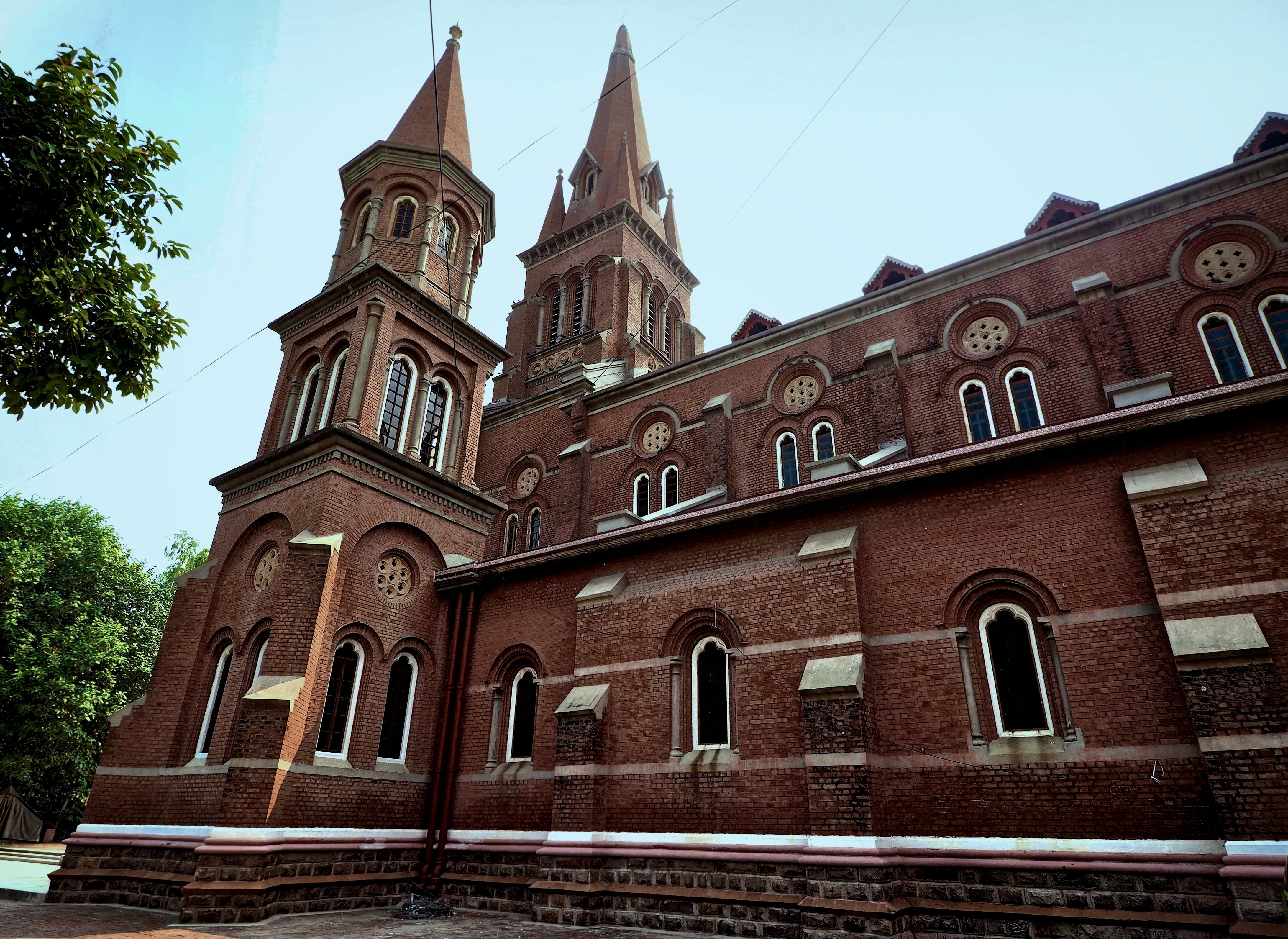
Vue latérale de la cathédrale

À l’occasion du centenaire de la cathédrale les services postaux du Pakistan émirent un timbre commémoratif de 5 roupies (19 novembre 2007) avec comme illustration, en son centre, un des célèbres vitraux (rosace) de l’église. Le pape Benoit XVI envoya un message spécial à l’occasion de ce jubilé. De sa fondation à l’année 2011 plus de 20000 baptêmes et 5500 mariages y furent célébrés.  
En 2008, un attentat-suicide contre un bâtiment officiel de la rue voisine (Temple Rd) occasionna des dégâts dans la cathédrale : une dizaine de vitraux furent endommagés. Ils furent restaurés en Belgique.
En 2015 la cathédrale fut placée sur la liste du ‘Belgian Heritage abroad’.  Plus récemment elle fut ajoutée au ‘’patrimoine national du Pakistan’ ce qui permit de recevoir des fonds du gouvernement provincial (Pendjab) pour des travaux de restauration et modernisation de l’infrastructure (2022).